# North American T-2 Buckeye
Pour les articles homonymes, voir T-2 et Buckeye.
Le North American T-2 Buckeye est un avion d'entraînement à réaction conçu par les États-Unis à la fin des années 1950. Construit à environ 600 exemplaires, il est resté en service dans l'US Navy jusqu'en 2004, alors que la Grèce continue toujours de l'utiliser (septembre 2021). 

## Conception

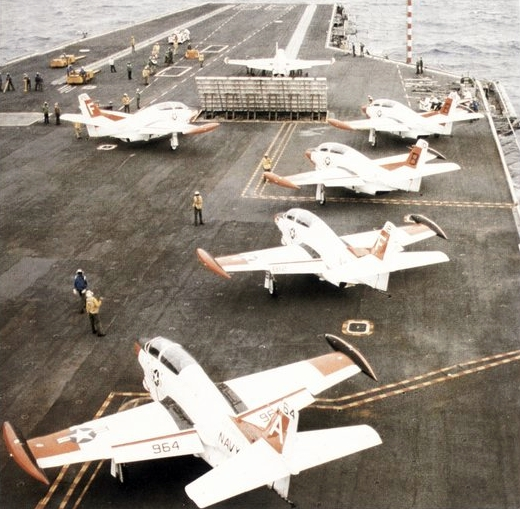
Des T-2C à bord du USS America (CV-66) en 1993.

En 1956, la division Colombus de North American remporta, face à plusieurs fabricants américains, un contrat visant à développer et à construire un avion d'entraînement à réaction pour l'US Navy.
Le premier des six avions de développement (il n'y a pas eu de prototypes), le T2J-1, effectua son premier vol le 31 janvier 1958. Il était équipé de deux réacteurs Westinghouse J34-WE-36 développant 15,2 kN. Il fut ensuite construit à 211 exemplaires renommés T-2A en 1962. Le dernier appareil sortit de l'usine en 1960.
Le 30 août 1962, le T2J-2 renommé T2-B (en fait le deuxième appareil de série) effectua son premier vol rééquipé de moteurs Pratt & Whitney J60-P-6 d'une poussée unitaire de 13,4 kN. 97 appareils sortirent d'usine.
En 1968, un T-2B fut rééquipé avec des réacteurs General Electric J85-GE-4 de 13,2 kN de poussée. Il fut nommé YT-2C et fut produit en série. 231 T-2C furent construits. 
Quelques T-2B et T-2C furent modifiés en DT-2B et DT-2C destinés à la conduite de drones. Deux autres versions destinées à l'exportation furent produites : les T-2D pour le Venezuela et T-2E pour la Grèce.
Au total, environ 600 avions furent construits en cinq versions jusqu'en 1977. Aux États-Unis, les derniers entraînements sur porte-avions eurent lieu en 2003. La dernière unité de l'US Navy à utiliser encore des T-2 fut la VT-86 de la NAS Pensacola, en Floride, avant son retrait définitif du service fin 2008.

## Versions
- T2J-1 ou T-2A : première version, elle était équipée de moteur Westinghouse J34-WE-36.
- T2J-2 ou T-2b : version rééquipée avec des réacteurs Pratt & Whitney J60-P-6.
- T-2C : version propulsée par deux réacteurs General Electric J85-GE-4. Le premier appareil de série vola pour la première fois le 10 décembre 1968. La dernière livraison eut lieu en 1975. Il a été retiré du service le 25 septembre 2015.
- T-2D : version similaires au T-2C dont il diffère par son électronique et l'absence de dispositif d'appontage. Elle est en service dans l'armée de l'air vénézuélienne. Le dernier appareil fut livré en 1977.
- T-2E : vision similaire au T-2C dont il diffère par l'électronique et la possibilité d'embarquer de l'armement. Elle est utilisée pour l'appui-feu au sein de l'armée de l'air grecque. Le dernier appareil fut livré en 1977.

## Utilisateurs
[Quand ?]
- Grèce : 40 appareils T-2C et T-2E[2].
- États-Unis : 127 appareils, 67 retiré du service, au 14 janvier 2014, sont en dépôt au 309th Aerospace Maintenance and Regeneration Group (AMARG)[3].
- Venezuela : 24 appareils

## Description

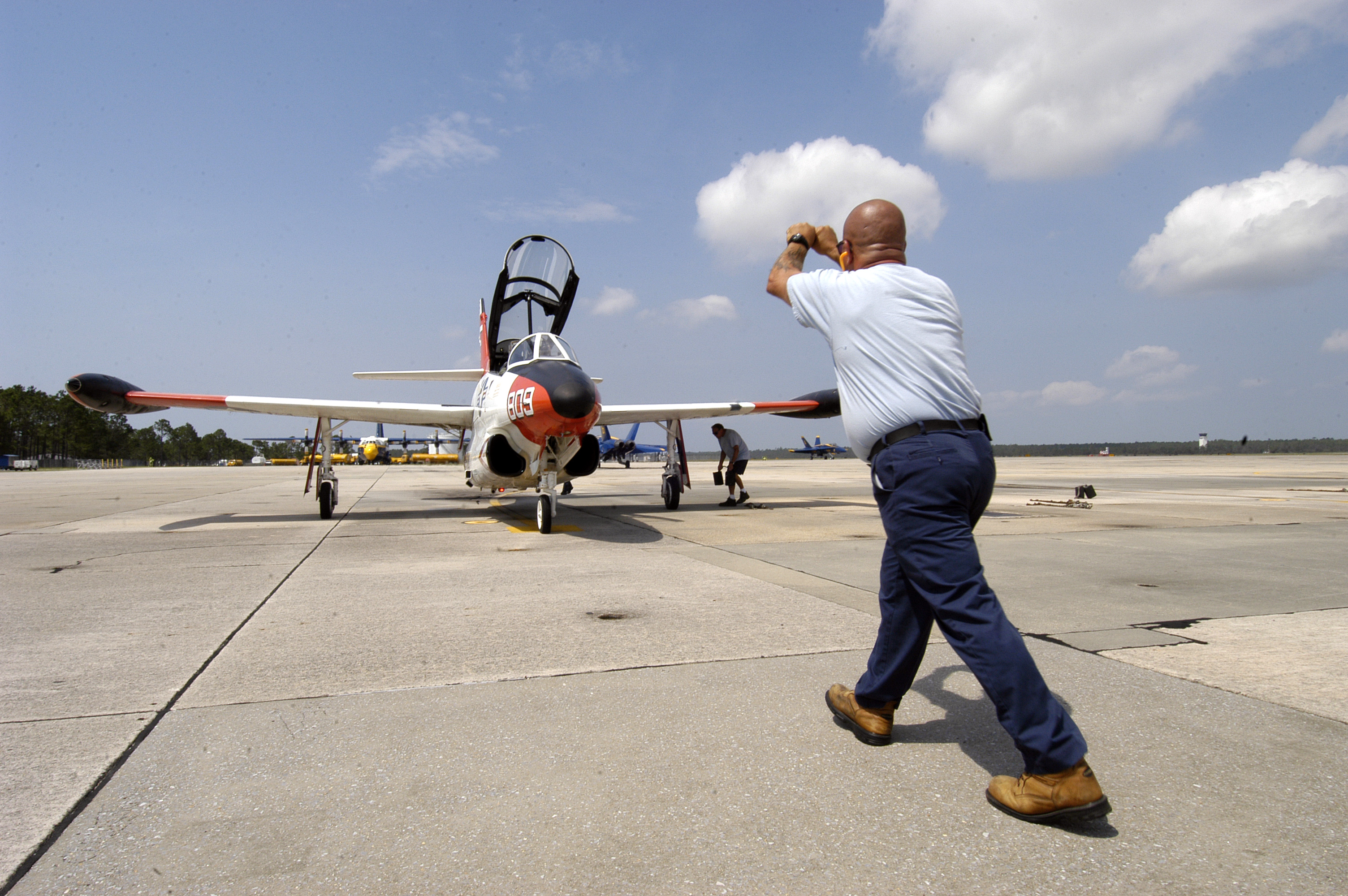
T-2 sur le parking de la base de Pensacola

### Physionomie
Le T-2 est un monoplan à ailes médianes cantilever. Le profil d'aile est un NACA 64A212 modifié. Le rapport épaisseur/corde est de 12 %.

### Structure
Il est entièrement métallique, son aile est constitué de deux longerons. La structure du fuselage est de type semi-monocoque et est constituée de trois sections : 
- le fuselage avant comprenant la baie d'équipement et le cockpit
- le fuselage central accueillant les moteurs, des réservoirs de carburant et le caisson central de voilure
- l'arrière du fuselage portant l'empennage, la crosse d'appontage et les aérofreins.

### Commandes de vol
Il est équipé d'ailerons, d'un gouvernail de profondeur et d'aérofreins actionnés hydrauliquement. Le gouvernail de direction est lui contrôlé manuellement. Les gouvernails de profondeur et de direction sont équipés de trim.

### Train d'atterrissage
Le T-2 possède un train d'atterrissage tricycle équipé d'amortisseurs oléo-pneumatiques. Il est actionné hydrauliquement. Le train principal se rentre dans les ailes tandis que le train avant se rétracte dans le fuselage.
Le train principal est équipé de roues de 24" x 5,5" dont la pression est de 10,34 bars et le train avant d'une roue de 20" x 4,4" de 5,17 bars de pression . 
Les freins hydrauliques sont fabriqués par Goodrich, il s'agit de monodisques refroidis par air.

### Propulseurs
Il est propulsé par deux turboréacteurs General Electric J85-GE-4 d'une poussée unitaire de 13,12 kN. La capacité d'emport du réservoir principal de carburant est de 1 465 litres pouvant être accrue par deux bidons externes de 386 l chacun et par les réservoirs d'ailes. La capacité maximale en carburant est de 2 616 litres.

### Aménagement du cockpit
L'élève et le pilote sont placés en tandem. Ils sont assis sur des sièges éjectables LS-1.

### Armement
Sur certaines versions, le T-2 peut recevoir un armement optionnel constitué de canons, de bombes d'entraînement, de paniers à roquettes pour un total de 290 kg. Il possède alors un point d'emport sous chaque aile.
Une autre option permet de monter quatre points d'emport en plus lui permettant de transporter une masse maximale de 1 588 kg.

### Développement lié
- FJ-1 Fury

### Aéronefs comparables
- T2V SeaStar (en)
- TA-4J Skyhawk
- Fouga Zéphyr
- T-45 Goshawk